# Els Bannenberg
Elisabeth Francisca Maria (Els) Bannenberg (Heerlen, 1948) is een Nederlandse schilderes, graficus en textielkunstenares.

## Leven en werk
In 1975 studeerde Bannenberg af aan de Gerrit Rietveld Academie in Amsterdam. In 1979 nam ze deel aan een expositie van nieuwe leden van de Amsterdamse kunstenaarsvereniging Arti et Amicitiae; in 1983 in de Cosa-galerie Delft ‘Textiel in Beweging’.
In 1986 werd werk van Bannenberg aangekocht bij de 'Gemeenteaankopen II Amsterdam' en nam ze deel aan de begeleidende expositie in Arti et Amicitiae, waar ze vanaf die tijd lid van is gebleven en vaak deelnam aan exposities. In 1997 heeft ze een solo-expositie in de Sociëteit Arti et Amicitiae. Vanaf 2003 nam ze deel aan de Amsterdamse kunstenaarsgroep Art-abstract en de gezamenlijke tentoonstellingen van deze groep.

### Verschillende technieken
Textiel is aanvankelijk haar eerste medium, dat ze begint te bedrukken met zeefdruk. Ook grafiek is aanvankelijk haar medium bij uitstek. Daarna pas begint ze meer te schilderen op papier en op doek. Een citaat van haar uit 1984: Textiel geeft daarbij andere mogelijkheden dan papier. Dit kunnen combinaties zijn met uitwassen, afdrukken van natte delen, achterkant laten zien, reliëf aanbrengen, stiklijnen, trekspanning of doorzichtige delen over elkaar spannen.
Al vanaf 1985 is het Nederlandse landschap een belangrijk motief in de schilderkunst van Bannenberg; het Hollandse horizontale karakter van het landschap biedt haar aantrekkelijke abstracte structuren. Bannenberg heeft daarbij een onmiskenbare mathematische voorliefde; eenvoudige geometrische vormen als de kegel, de cirkel en de driehoek komen regelmatig in haar schilderkunst in dominante aanwezigheid terug. Ze prefereert veelal kleine maten voor haar schilderijen.
Vanaf 2004 worden onderwerpen uit de stad van groter belang voor haar kunst zoals huizenblokken, stadstuinen en winkel-etalages. Ook fotografie speelt een belangrijke rol voor Bannenberg, zowel als een zelfstandige kunstvorm naast haar schilderkunst, maar ook als verzamelmethode voor beeldmateriaal ten behoeve van haar schilderkunst.

## Enkele geplaatste werken
- Vier textielvlakken in de kantine bij de Industriebond FNV, Amsterdam (1980)[2]
- Textielpanelen in de wachtruimte van de apotheek van het VU medisch centrum, Amsterdam (1987)[2]